# Théorème
Pour les articles homonymes, voir Théorème (homonymie).
 (juillet 2017).
Si vous disposez d'ouvrages ou d'articles de référence ou si vous connaissez des sites web de qualité traitant du thème abordé ici, merci de compléter l'article en donnant les références utiles à sa vérifiabilité et en les liant à la section « Notes et références ».

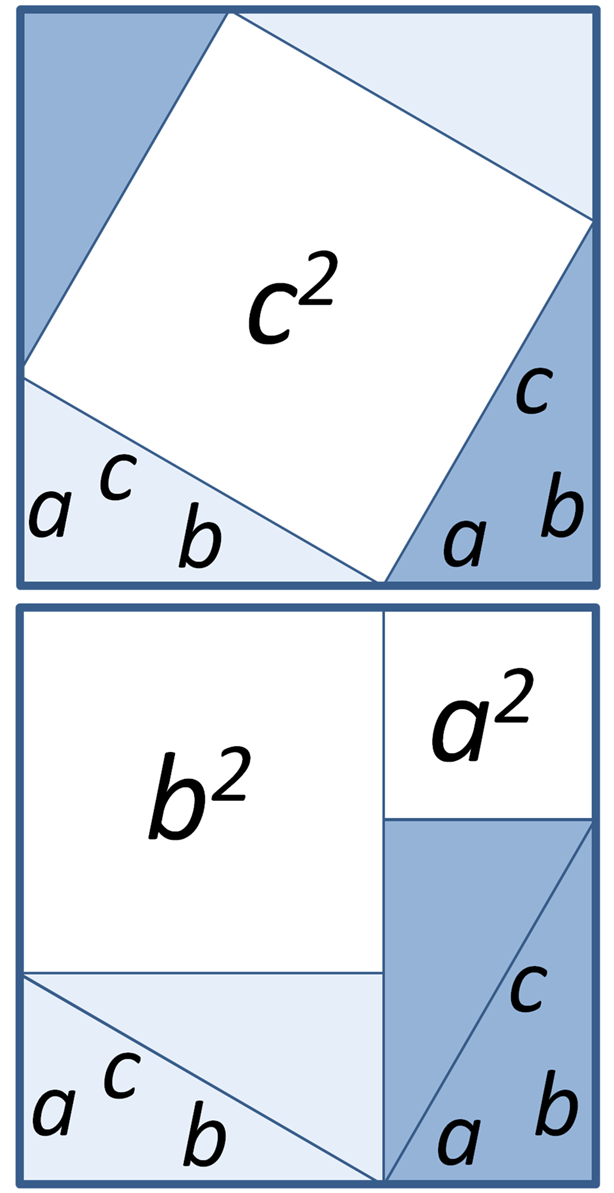
Il existe au moins 370 démonstrations différentes du théorème de Pythagore.

En mathématiques et en logique, un théorème (du grec théorêma, objet digne d'étude) est une assertion qui est démontrée, c'est-à-dire établie comme vraie à partir d'autres assertions déjà démontrées (théorèmes ou autres formes d'assertions) ou des assertions acceptées comme vraies, appelées axiomes. Un théorème se démontre dans un système déductif et est une conséquence logique d'un système d'axiomes. En ce sens, il se distingue d'une loi scientifique, obtenue par l'expérimentation.

## Définition traditionnelle
Traditionnellement[réf. nécessaire], un théorème était[Quand ?] présenté comme une structure constituée des éléments suivants :
- les hypothèses : c'est-à-dire des conditions de base qui sont énumérées dans le théorème en plus des éléments déjà établis dans le cadre de la théorie ;
- une thèse également appelée conclusion : c'est-à-dire une affirmation mathématique ou logique que le théorème démontre comme vraie sous les hypothèses de base.
- la démonstration : comme un théorème peut parfois être démontré de plusieurs façons très différentes (voir l'exemple des multiples démonstrations du théorème de Pythagore), seul le fait que la démonstration existe est constituant du théorème, mais pas le détail de cette démonstration. Une démonstration est un enchaînement d'inférences logiques faisant intervenir les axiomes de la théorie sous-jacente, les hypothèses du théorème, et des résultats précédemment établis dans le cadre de cette théorie.

## Terminologie
Au sens large toute assertion effectivement démontrée peut prendre le nom de théorème. Dans les ouvrages de mathématiques, il est cependant d'usage de réserver ce terme aux affirmations considérées comme nouvelles ou particulièrement intéressantes ou importantes. Selon leur importance, ou leur utilité, les autres assertions peuvent prendre des noms différents :
- lemme : assertion servant d'intermédiaire pour démontrer un théorème plus important ;
- corollaire : résultat qui découle directement d’un théorème prouvé ; on trouve aussi, dans les ouvrages anciens, le terme scholie.
- proposition : résultat relativement simple qui n'est pas associé avec un théorème particulier ;
- conjecture : proposition mathématique dont on ignore la valeur de vérité. Une fois prouvée, une conjecture devient un théorème.

L'ensemble des assertions démontrables à partir d'un ensemble d'axiomes forme une théorie. Une proposition est dite théorème relativement à la théorie dans le cadre de laquelle elle est construite. Celle-ci peut être fausse, mais le statut de théorème de la proposition relativement à la théorie ne relève que de la vérité de l'implication entre la théorie et la proposition.
Un théorème se démontre à partir d'hypothèses de base et de règles d'inférence.
La démonstration, bien que nécessaire à la classification de la proposition comme « théorème », n'est pas considérée comme faisant partie du théorème.

## Définition formelle
Soient F une formule et T une théorie, on dit que F est un théorème de T si :
- Définition sémantique :
  - Tous les modèles de T sont des modèles de F, soit,
  - pour toute structure d'interprétation m, si m est modèle de T alors m est modèle de F. Ce qui se note :
  - si m ⊨ T, alors m ⊨ F, ou en abrégé :
  - T ⊨ F
- Définition syntaxique :

Il existe une démonstration de F à partir de T, ce qui se note T ⊢ F
Remarques :
T peut être la théorie vide, c'est-à-dire sans axiomes. Dans ce cas F est un théorème de la logique sous-jacente. On dit dans ce cas que F est une tautologie de cette logique.
T peut être, pour exemples, l'axiomatique d'Euclide pour la géométrie ou l'arithmétique de Peano. Mais, lorsque T n'est pas précisée, généralement, la théorie sous-jacente est la théorie des ensembles avec axiome du choix, et la logique sous-jacente est le calcul des prédicats du premier ordre classique.
Les définitions syntaxiques et sémantiques ci-dessus coïncident pour toutes les logiques comportant un théorème de complétude, soit la plupart des logiques usuelles.
Comme énoncé ci-dessus, un théorème exige un raisonnement logique basé sur des axiomes. Cela consiste en une série d'axiomes fondamentaux (voir système d'axiomes) et un procédé d'inférence qui permet de dériver les axiomes en de nouveaux théorèmes et d'autres théorèmes démontrés auparavant. Dans la logique des propositions, n'importe quelle affirmation démontrée est appelée un théorème.

## Arts
La notion de théorème apparait dans certaines œuvres d'art :
- Théorème, film de Pier Paolo Pasolini (1968) ;
- Le Théorème du Perroquet, roman de Denis Guedj (1998) ;
- Zero Theorem, film de Terry Gilliam (2013) ;
- Le Théorème de Marguerite, film d'Anna Novion (2023).